# Ferrières-Poussarou
Ferrières-Poussarou är en kommun i departementet Hérault i regionen Occitanien i södra Frankrike. Kommunen ligger i kantonen Olargues som tillhör arrondissementet Béziers. År 2022 hade Ferrières-Poussarou 67 invånare.

## Befolkningsutveckling
Antalet invånare i kommunen Ferrières-Poussarou
Referens:INSEE